# Rise of the Northstar
Rise of the Northstar est un groupe de metal français, originaire de Paris, en Île-de-France. Le groupe sort un premier EP intitulé Tokyo Assault en janvier 2010, et un second, Demonstrating My Saiya Style, en juillet 2012. En 2014, le groupe signe sur le label Nuclear Blast via sa propre structure Repression Records et sort son premier album studio intitulé Welcame.

## Biographie

### Débuts etTokyo Assault(2008-2010)
Rise of the Northstar est formé en 2008 à Paris, en Île-de-France, par Vithia. Le nom du groupe s'inspire du titre homonyme américain du manga Ken le Survivant,. Le line-up originel est composé de Vithia au chant, Nicolas "Diego" L. et Loïc "Bboy" Ghanem aux guitares, Lucas à la basse, and Max V à la batterie. Rise of the Northstar enregistre rapidement deux morceaux qui seront publiés sur Myspace la même année. Courant de l’année 2009, le premier EP de cinq titres Tokyo Assault est enregistré en cinq jours au studio St. Marthe par Guillaume Mauduit (Providence, Kick Back, Out For The Count),. En été 2010, le groupe effectue son premier changement de membres avec l’arrivée de Eva-B (guitare) et de Hokuto No Kev (batterie), à la suite du départ de Diego et de Max V.
En octobre 2010, le groupe enregistre le morceau Protect Ya Chest qui sort en février 2011 sous forme de clip vidéo, filmé par Berzerker. Les avis sont positifs avec plus de 15 000 vues en une semaine[réf. nécessaire].

### Demonstrating My Saiya Style(2012-2014)
En mai 2011, le groupe lance la campagne Protect Your Japan, à la suite des catastrophes ayant touché le Japon le 11 mars de la même année, avec comme but de récolter des fonds pour la Croix Rouge Japonaise par l’intermédiaire d’une chanson exclusive. C’est ainsi que la chanson Phoenix (enregistrée par Aslan Lefèvre) sort le 20 juin 2011 sur la page Bandcamp du groupe. Une vidéo est également tournée. Peu de temps après, un nouveau membre intègre ROTNS, il s’agit d'Air One (guitare) qui vient remplacer Loïc G qui avait quitté le groupe quelques mois plus tôt.
Fin 2011, le groupe annonce sur sa page Facebook travailler sur un premier album, mais c’est finalement un second EP Demonstrating My Saiya Style qui sera enregistré au début de l’année 2012, et qui sort le 24 juin 2012. Deux clips vidéo seront tirés de ce nouvel effort : Sound of Wolves, puis Demonstrating My Saiya Style.

### Welcame(2014-2018)
Début de l’année 2013, Lucas (basse) annonce son départ, et est remplacé par Fabulous Fab. Fin 2013, le groupe enregistre son premier album Welcame, et crée par la même occasion son propre label indépendant Repression Records. La sortie de l’album est dans un premier temps fixée au 29 septembre 2014, mais est finalement repoussée au 24 novembre 2014 après la signature du groupe avec le label Nuclear Blast.

### The Legacy of Shi(2018-2021)
Le 6 mars 2017 le groupe annonce, sur sa page officielle Facebook, le début de la production d'un second album. À la suite de leur annonce lors du Download Festival 2017, celui-ci sera enregistré prochainement à New York dans le studio de Gojira avec la participation de Joe Duplantier. Le 19 octobre 2018, leur 2e album intitulé The Legacy of Shi voit le jour 4 ans après leur premier album.

### Hiatus(2022)
En février 2022, le groupe Rise Of The Northstar a décidé d’entrer en hiatus pour une durée indéterminée à la suite d'accusations de violences conjugales visant leur bassiste, Fabien Lahaye. Le groupe a indiqué que Fabien Lahaye a engagé des démarches légales

### Nouveau single, nouvel album(Depuis 2022)
Le 1er décembre 2022 le groupe annonce, sur les réseaux sociaux, l'arrivée d'un nouvel album avec un changement de membres. En dehors du chanteur et des deux guitaristes, les nouveaux membres ne sont, pour le moment, pas connus.
Le premier single est prévu pour janvier 2023.

## Style musical
Rise of the Northstar mélange le metalcore, le groove metal, le thrash metal et le hip-hop. Le groupe est fortement influencé par la culture du Japon et plus particulièrement les mangas,. Cela peut se voir avec la pochette de l'album Welcame ou des références dans des chansons, par exemple Bejita's Revenge, en référence au personnage Vegeta du manga Dragon Ball, où Éric Legrand, prête sa voix.

## Membres

### Membres actuels
- Vithia (Victor Leroy) — chant (depuis 2008)
- Eva-B (Brice Gauthier) — guitare solo (depuis 2010)
- Air One (Erwan Menez) — guitare rythmique (depuis 2011)
- Yoru — basse (depuis 2022)
- Phantom (Kevin Foley) — batterie (depuis 2022)

### Anciens membres
- Diego (Nicolas Leroy) — guitare solo (2008–2010)
- Max V.  — batterie (2008–2010)
- Bboy (Loïc Ghanem) — guitare rythmique (2008–2011)
- Lucas — basse (2008–2013)
- Hokuto no Kev (Kevin Lecomte) — batterie (2010-2018)
- Fabulous Fab (Fabien Lahaye) — basse (2013-2022)
- Phantom (Thomas Pain) — batterie (2018-2022)

## Discographie
Albums
- 2014 : Welcame
- 2018 : The Legacy of Shi
- 2023 : Showdown

EPs
- 2010 : Tokyo Assault
- 2012 : Demonstrating My Saiya Style
- 2020 : Live in Paris

## Clips videos
| Année | Titre                           | Réalisateur(s) | Album                        | Lien |
| ----- | ------------------------------- | -------------- | ---------------------------- | ---- |
| 2011  | "Protect Ya Chest"              | Ben Berzerker  | Demonstrating My Saiya Style |      |
| 2011  | "Phoenix"                       | Grégoire Orio  | Single hors-album            |      |
| 2012  | "Sound of Wolves"               | Ben Berzerker  | Demonstrating My Saiya Style |      |
| 2012  | "Demonstrating My Saiya Style"  | Ben Berzerker  | Demonstrating My Saiya Style |      |
| 2014  | "Welcame (Furyo State of Mind)" | Ben Berzerker  | Welcame                      |      |
| 2015  | "Samurai Spirit"                | Ben Berzerker  | Welcame                      |      |
| 2016  | "What the Fuck"                 | Ben Berzerker  | Welcame                      |      |
| 2018  | "Here Comes the Boom"           | Ben Berzerker  | The Legacy of Shi            |      |
| 2019  | "The Legacy of Shi"             | Ben Berzerker  | The Legacy of Shi            |      |
| 2023  | "One Love"                      | Ben Berzerker  | Showdown                     | [10] |
| 2023  | "Showdown"                      | Ben Berzerker  | Showdown                     | [11] |